# Raimon Vidal de Bezaudun

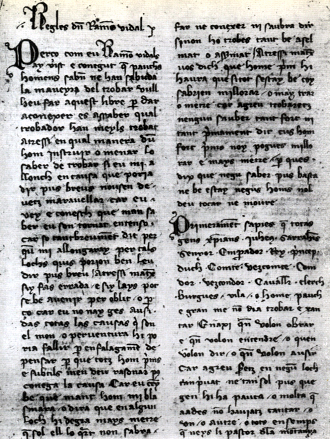
El Razos de trobar en un manuscrito catalán

Raimon Vidal de Besalú (en catalán: Ramon Vidal de Besalú, en francés: Raymond Vidal de Besaudun; c 1196-c 1252 ) fue un trovador nacido en Besalú que escribía en lengua de oc, del pueblo de Bezaudu o Besalú, Bezaudun en francés, situado en la comarca de la Garrocha, provincia de Gerona. Se formó e inició su vida profesional como juglar en el castillo de Mataplana, al que elogia en algunos de sus versos.
Es famoso por ser autor del primer tratado poético en una lengua romance (occitano), el Razós de trobar (c. 1210).  Comenzó su carrera como juglar y pasó sus años de formación en la corte de Hugo de Mataplana, que a menudo recuerda con cariño en sus poemas y canciones.
En el Razós, Raimon distingue la "francesa parladura" (lengua francesa) de la «cella de Lemozi» (lengua occitana).
«[...] la parladura francesca val mais et [es] plus avinenz a far romanz e pasturellas; mas
cella de lemosin val mais per fer vers et cansons et serventes; et per totas las terras de
nostre lengage son de major autoritat li cantar de la lenga limozina que de nengun'altra
parladura per qu'ieu vos en parlerai primeramene».
Se trata de un prontuario gramatical y versificador para la composición correcta de la poesía trovadoresca occitana.  También analiza el arte del que escucha (li auzidor) y su responsabilidad en comprender la obra del trovador. La insistencia de Raimon en que el público entienda lo que se canta y que se mantengan en silencio durante su canto ha sido considerado como fundacional en la historia de la música artística. Para Raimon, los oyentes tienen la responsabilidad de informarse acerca de lo que no entienden (que es "una de las cosas más sabias del mundo") y ser fieles a la calidad de la obra, alabando la grandeza y condenando la falta de forma. Raimon también se esforzó en defender la superioridad del lemosí (o Lemozi, es decir, el occitano) frente a otras lenguas vernáculas, lo que indujo al poeta florentino Dante Alighieri a escribir la  De Vulgari Eloquentia justificando el uso de la lengua vernácula de la Toscana en vez de la lengua occitana. El Razos finaliza con un glosario occitano-italiano. A finales del siglo XIII, Terramagnino de Pisa escribió una versión condensada del Razos. Jofre de Foixà escribió una versión ampliada, el Regles de trobar, para Jaime II de Aragón.
Además de la mencionada composición, se conservan varios fragmentos de letras de canciones y tres obras narrativas, estas últimas escritas en nuevas rimadas, es decir, octosílabos pareados. Asimismo, dos de ellas se pueden considerar novelitas, muy similares a lo que en francés se denomina "roman".  En Reprensión de celosos, se cuenta los amores de Bascuel de Tutanda y Elvira, esposa de Alfonso de Barbastro en la corte de Alfonso VIII de Castilla. So fo e·l temps qu'om era gais está adulando en su tratamiento a Raimon de Miraval, un trovador que le precediera. En la nova, Raimon presenta un «juicio de amor», donde dos damas indecisas ante un caballero buscan otro caballero (Hugo de Mataplana) que resuelve sus dudas. La nova o ensenhamen denominada Abril issi'e mays intrava, compuesto poco antes de 1209, que también se refiere a Miraval (y a los tres hijos de Enrique II de Inglaterra: Enricx, Richartz, y Jofrés), es una evaluación de la literatura contemporánea y una de las mejores descripciones de la juglaría disponible. El autor explica la calidad de los trovadores que siempre ha habido en la corona de Aragón, especialmente en Gerona y desprecia a los malos juglares. Del mismo modo, en esta obra, un juglar, mediante una conversación con el autor, es instruido en el arte de su profesión. Sin embargo, no recibe una educación técnica ni de repertorio, sino una educación moral para utilizarla no sólo en el ámbito cortesano sino fuera de éste.
Finalmente, el Castia gilós es muy parecido a una fábula. Transcurre en la corte de Alfonso VIII de Castilla y narra la historia de un marido celoso que pone a prueba a su mujer y que, a pesar de haber resuelto las dudas que tenía, no se entera de la realidad. El comportamiento de los personajes se ciñe a unas formas de conducta predefinidas social y culturalmente, de tal modo que se confirman los valores sociales y morales (feudalismo, matrimonio, fin del amor, celos como comportamiento de transgresión y venganza). En consecuencia, el objetivo del autor no viene marcado por una preocupación ideológica, sino que busca el entretenimiento del público.
La fábula cuenta con tres niveles de diegésis:
- la relación poeta-narrador/ público, en el hic et nunc'de la realización del rélato: "Unas novas vos vuelh comtar"
- el actor narrativo del juglar en la corte de Alfonso VIII de Castilla
- elementos contados por el juglar
Al existir ciertas similitud con la otra representante del género de la fábula en la literatura d'oc, Novas del Papagai, de Arnaut de Carcasses, se cuestiona si alguna pudio inspirar la otra. Si bien se determina que son relatos independientes, pero derivados del mismo tema.
A pesar de que se asigna la autoría de cuatro composiciones líricas a Ramón Vidal de Besalú, Hugh Field, en un estudio introductorio a su obra poética, cuestiona que dos de estos poemas sean suyos y duda de su responsabilidad en un tercero. Asimismo, descarta que "Castia gilos" fuera escrito por el trovador.
Vidal escribió en el apogeo de la popularidad de los trovadores y dijo:

«Todas las personas desean escuchar canciones de trovadores y componer canciones, incluyendo a los cristianos, sarracenos, judíos, emperadores, príncipes, reyes, duques, condes, vizcondes, vavassours, caballeros, clérigos, burgueses y villanos».

Tota gens Crestiana, Juzeus e Sarazís, emperador, princeps, rei, duc, conte, Vesconte, contor, Valvasor e tuit autre Cavailler e Clergues Borges e vilanz